# KV13
KV13 (англ. Kings' Valley №13) — одна из гробниц, расположенных в египетской Долине Царей, в фиванском некрополе на западном берегу Нила, напротив Луксора. Гробница находится в юго-западной части долины рядом с захоронениями Сети II (KV15), Таусерт (KV14) и Саптаха (KV47). Архитектура сильно напоминает гробницу царицы Таусерт.

## Описание
Одна из немногих гробниц Долины Царей, не принадлежащая царской особе. Данное захоронение посвящено Ирсу - правителю Египта времён XIX династии, который официально не занимал трон фараона Египта. Тем не менее, он получил власть и обязал египетские Номы выплачивать ему дань.
Также в гробнице обнаружены два саркофага времён правления Рамессидов, что в очередной раз показывает популярную для того времени практику повторных захоронений в заброшенных гробницах.

## Схема гробницы
Гробница состоит из трёх передних коридоров, после которых идут два зала, двух внутренних коридоров, двух боковых залов и погребальной камеры. Гробница существенно пострадала от многочисленных потопов (археологи утверждают как минимум о четырёх крупных потопах) и большая часть потолка со временем обрушилась. Настенные росписи, выполненные по штукатурке также практически не сохранились. Следы остались лишь в тех местах, где толщина штукатурки была настолько несущественной, что резец прорезал скальную породу. По остаткам росписей можно сделать вывод, что на стенах двух передних коридоров были начертаны изображения из Книги мёртвых.

## Археологические исследования
Как и в случаях со многими другими гробницами, первым исследовать KV13 довелось британскому путешественнику Ричарду Поукоку в период 1737-1738 годах. Позже, гробницу посещали Джованни Бельцони (1817) и Джеймс Бёртон (1825).
Доскональным изучением гробницы с 1988 по 1994 год занимался немецкий археолог и египтолог Хартвиг Альтенмюллер.

## Консервация
Во время разбора обломков в 1994 году, на стены и потолок был нанесён дополнительный слой штукатурки в дальних залах. Для предотвращения дальнейшего подтопления гробницы, перед входом был построен специальный навес. 